# تصميم التفاعل
تصمميم التفاعل، ويختصر في كثير من الأحيان باسم IxD ، وهو «ممارسة تصميم المنتجات والبيئات والأنظمة والخدمات الرقمية التفاعلية.»  :xxxi,1 بالإضافة إلى الجانب الرقمي، فإن التصميم التفاعلي مفيد أيضًا عند إنشاء منتجات مادية (غير رقمية)، واستكشاف كيفية تفاعل المستخدم معها. وتشمل الموضوعات المشتركة للتصميم التفاعلي التصميم، التفاعل بين الإنسان والحاسوب، وتطوير البرمجيات. في حين أن التصميم التفاعلي له فائدة في التشكيل (على غرار مجالات التصميم الأخرى)، فإن مجال تركيزه الرئيسي يعتمد على السلوك. :1 فبدلاً من تحليل كيفية سير الأمور، يعمل التصميم التفاعلي على تجميع وتخيل الأشياء كما يمكن أن تكون. هذا العنصر في التصميم التفاعلي هو ما يميز IxD كمجال ااااااااتصميم معاكسا لمجالات العلوم أو الهندسة. :xviii
في حين أن التخصصات الآخرى كهندسة البرمجيات تركز بشدة على التصميم لأصحاب المصلحة التقنية، ولذلك فإن التصميم التفاعلي يكون موجهاً نحو إرضاء غالبية المستخدمين. :xviii

## التاريخ
تمت صياغة مصطلح التصميم التفاعلي عن طريق بيل موغريدج  وبيل فيربلانك في منتصف الثمانينيات، ولكن الأمر استغرق 10 سنوات قبل أن يبدأ المفهوم في الظهور. :xviii بالنسبة لفيربلانk ، كان ذلك بمثابة تكيف لمصطلح يخص علوم الحاسب ويدعى تصميم واجهة المستخدم لمهنة التصميم الصناعي. بالنسبة إلى موغريدج، كان تحسناًا بسيطاً، والذي إستطاع صياغته في عام 1984 للإشارة إلى تطبيق التصميم الصناعي على المنتجات التي تحتوي على برامج.
كانت البرامج الأولى في التصميم للتقنيات التفاعلية هي ورشة عمل اللغة المرئية، التي بدأتها موريل كوبر في معهد ماساتشوستس للتكنولوجيا في عام 1975، وبرنامج الاتصالات التفاعلية الذي أسس في جامعة نيويورك في عام 1979 من قبل مارتن إلتون وترأسه لاحقًا ريد بيرنز.
أنشئ أول برنامج أكاديمي رسميًا باسم «التصميم التفاعلي» في جامعة كارنيجي ميلون في عام 1994 باعتباره ماجستير في تصميم برنامج التصميم التفاعلي. في بدايته، ركز البرنامج بشكل أساسي على واجهات الشاشة، قبل التحول إلى تركيز أكبر على «الصورة الكاملة» من جوانب التفاعل مع - الأشخاص والمنظمات والثقافة والخدمة والنظام.
في العام 1990، أسس جيليان كرامبتون سميث ماجستير التصميم المرتبط بالحاسب الآلي الكلية الملكية للفنون (RCA) في لندن، وتغير في 2005 إلى مسمى التصميم التفاعلي برئاسة أنتوني دون. في عام 2001، ساعد كرامبتون سميث معهد Interaction Design Institute Ivrea ، وهو معهد صغير في مسقط رأس Oأوليفيتي في شمال إيطاليا، مخصص فقط للتصميم التفاعلي انتقل المعهد إلى ميلانو في أكتوبر 2005 واندمج مع أكاديمية دوموس. في عام 2007، أنشأ بعض الأشخاص المشاركين أصلاً في IDII معهد كوبنهاغن للتصميم التفاعلي (CIID). بعد ايريفيا، أضاف كرامبتون سميث وفيليب تابور مسار التصميم التفاعلي (IxD) في الاتصال المرئي والوسائط المتعددة في Iuav ، جامعة البندقية، إيطاليا، بين عامي 2006 و 2014.
وفي عام 1998، قامت المؤسسة السويدية للبحوث الاستراتيجية بتأسيس المعهد التفاعلي - وهو معهد أبحاث سويدي في مجال التصميم التفاعلي.

## المنهجيات

### تصميم موجه نحو الهدف
التصميم الموجه نحو الهدف (أو التصميم في اتجاه الهدف) «يهتم بتلبية احتياجات ورغبات مستخدمي المنتج أو الخدمة.»  :xviii
يجادل آلان كوبر في كتاب The Inmates Are Running the Asylum أننا بحاجة إلى نهج جديد لحل المشاكل التفاعلية القائمة على البرمجيات. :1 مشاكل تصميم واجهات الكمبيوتر مختلفة بشكل أساسي عن تلك التي لا تتضمن البرامج (مثل المطارق). ويقدم كوبر مفهوم الاحتكاك المعرفي، وهو عندما تكون الواجهة لتصميم ما معقدة وصعبة الاستخدام، وتتصرف بشكل غير متناسق وغير متوقع، وتمتلك أوضاعًا مختلفة. :22
وبدلاً من ذلك، يمكن تصميم الواجهات لتلبية احتياجات مزود الخدمة / المنتج. قد يتم تلبية احتياجات المستخدم بشكل سيئ من خلال هذا النهج.

### سهولة الاستخدام
تجيب سهولة الاستخدام على السؤال «هل يمكن لشخص ما استخدام هذه الواجهة؟». يصف جايكوب نيلسن قابلية الاستخدام على أنها سمة الجودة  التي تصف مدى سهولة استخدام الواجهة. يقترح شنايدرمان مبادئ لتصميم واجهات أكثر قابلية للاستخدام تسمى «القواعد الذهبية الثمانية لتصميم الواجهة»  - وهي أساليب استكشافية معروفة لإنشاء أنظمة قابلة للاستخدام.

### الشخصيات
الشخصيات هي نماذج تصف الأهداف المختلفة وأنماط السلوك الملحوظة بين المستخدمين.
تقوم الشخصية بتغليف البيانات السلوكية الحرجة بطريقة يمكن للمصممين وأصحاب المصلحة فهمها وتذكرها والارتباط بها. وتستخدم الشخصيات أسلوب رواية القصص لإشراك الجوانب الاجتماعية والعاطفية للمستخدمين، مما يساعد المصممين إما على تصور أفضل سلوك للمنتج أو معرفة سبب نجاح التصميم الموصى به.

### الأبعاد المعرفية
يوفر إطار الأبعاد المعرفية  مفردات لتقييم وتعديل حلول التصميم. تقدم الأبعاد المعرفية نهجًا خفيفًا لتحليل جودة التصميم، بدلاً من الوصف التفصيلي المتعمق. وكما أنها توفر مفردات مشتركة لمناقشة التدوين، واجهة المستخدم أو تصميم لغة البرمجة.
وتقدم الأبعاد أوصافًا عالية المستوى للواجهة وكيفية تفاعل المستخدم معها: تشمل الأمثلة الاتساق ، وظهور الخطأ ، والعمليات الذهنية الصعبة ، واللزوجة ، والالتزام المبكر . وهذه المفاهيم تساعد في إنشاء تصاميم جديدة من تصاميمَ حالية وذلك من خلال مناورات التصميم التي تغير التصميم في بُعد معين.

### التصميم التفاعلي العاطفي
يجب أن يكون المصممون على علم بالعناصر التي تؤثر على استجابات المستخدم العاطفية. على سبيل المثال، يجب أن تنقل المنتجات المشاعر الإيجابية مع تجنب المشاعر السلبية. وتشمل الجوانب الهامة الأخرى التأثيرات التحفيزية والتعلمية والإبداعية والاجتماعية والمقنعة. ومن إحدى تلك الطرق التي يمكن أن تساعد في نقل مثل هذه الجوانب هي على سبيل المثال، استخدام الرموز الديناميكية والرسوم المتحركة والصوت للمساعدة في التواصل، وخلق شعور بالتفاعل. يمكن أن تؤثر جوانب الواجهة مثل الخطوط ولوحات الألوان والتخطيطات الرسومية على القبول. أظهرت الدراسات أن الجوانب العاطفية يمكن أن تؤثر على تصورات قابلية الاستخدام.
وتوجد نظريات العاطفة والمتعة لشرح استجابات الواجهة. وتشمل هذه النماذج نموذج التصميم العاطفي لدون نورمان، ونموذج متعة باتريك جوردان  ، وتكنولوجيا ماكارثي ورايت كإطار للتجربة.

## الأبعاد الخمسة
تم تقديم مفهوم الأبعاد للتصميم التفاعلي في كتاب موجريدج Designing Interactions. وكتب كرامبتون سميث أن التصميم التفاعلي يعتمد في رسمه على أربعة تصاميم لغوية،1D، 2D، 3D، 4D. وقدم سيلفر البعد الخامس لاحقاً. وهو السلوك.

### الكلمات
وتعرف التفاعلات في هذا البعد: الكلمات هي العنصر الذي يتفاعل به المستخدمون.

### التمثيلات البصرية
التمثيلات البصرية هي عناصر واجهة يتصورها المستخدم، وهذه قد تشمل ولكن لا تقتصر على «الطباعة والرسوم البيانية والرموز والرسومات الأخرى».

### الأجسام المادية أو الفراغ
ويحدد هذا البعد الأشياء أو الفراغ «الذي يتفاعل أو يتفاعل معه المستخدمون».

### الزمن
الوقت الذي يتفاعل فيه المستخدم مع الواجهة. من الأمثلة على ذلك «المحتوى الذي يتغير بمرور الوقت مثل الصوت أو الفيديو أو الرسوم المتحركة».

### السلوك
يحدد السلوك كيفية استجابة المستخدمين للواجهة. قد يكون لدى المستخدمين ردود فعل مختلفة في هذه الواجهة.

## جمعية التصميم التفاعلي
تم إنشاء جمعية التصميم التفاعلي  في عام 2003 لخدمة المجتمع. وتضم المنظمة أكثر من 80.000 عضو وأكثر من 173 مجموعة محلية. تستضيف IxDA التفاعلات  والمؤتمر السنوي للتصميم التفاعلي وجوائز التفاعل.

## التخصصات ذات الصلة
التصميم الصناعي 
تتداخل المبادئ الأساسية للتصميم الصناعي مع مبادئ التصميم التفاعلي. ويستخدم المصممون الصناعيون معرفتهم بالشكل المادي، واللون، والجماليات، والإدراك البشري والرغبة، وقابلية الاستخدام لخلق تناغم جسم ما مع الشخص الذي يستخدمه.
العوامل البشرية وبيئة العمل
توفر بعض المبادئ الأساسية لبيئة العمل أساسًا للتصميم التفاعلي. وتشمل هذه المقاييس البشرية والميكانيكا الحيوية وعلم الحركة وعلم وظائف الأعضاء وعلم النفس من حيث صلتها بالسلوك البشري في البيئة المبنية.
علم النفس المعرفي 
توفر بعض المبادئ الأساسية لعلم النفس المعرفي أسسًا للتصميم التفاعلي. وتشمل هذه النماذج العقلية، ورسم الخرائط، واستعارات الواجهة، والميزانيات. تم وضع العديد من هذه الأشياء في كتاب دونالد نورمان المؤثر «تصميم الأشياء اليومية».
التفاعل بين الإنسان والحاسوب 
يتضمن البحث الأكاديمي في التفاعل بين الإنسان والحاسوب (HCI) طرقًا لوصف واختبار قابلية الاستخدام للتفاعل مع واجهة ما، مثل الأبعاد المعرفية والتجول المعرفي.
بحث التصميم
عادةً ما يتم إعلام مصممي التفاعل من خلال الدورات التكرارية لأبحاث المستخدمين. يتم استخدام بحث المستخدم لتحديد الإحتياجات والدوافع والسلوكيات للمستخدمين النهائيين. ويقومون بالتصميم مع التركيز على أهداف المستخدم وتجربته، وتقييم التصاميم من حيث سهولة الاستخدام والتأثير العاطفي.
العمارة 
مع تعامل مصممي التفاعل بشكل متزايد مع الحوسبة في كل مكان، والمعلوماتية الحضرية والحوسبة الحضرية، تصبح قدرة المهندسين المعماريين على إنشاء، ووضع، وإنشاء السياق نقطة اتصال بين التخصصات.
تصميم واجهة المستخدم
مثل واجهة المستخدم وتصميم الخبرة، فإن التصميم التفاعلي كثيرا ما يرتبط مع تصميم واجهات النظام في مجموعة متنوعة من الوسائط بل ويركز على جوانب الواجهة التي تحدد وتوضح سلوكياتها على مر الزمن، مع التركيز على تطوير النظام للرد على تجربة المستخدم وليس العكس.

## روابط خارجية
- مقدمة في هندسة البرمجيات